# Artemisa (Cuba)
Artemisa es un municipio cubano, que contiene la ciudad capital de la provincia de Artemisa. Antes de 2011 era uno de los 19 municipios y el de mayor extensión y población de la antigua provincia de La Habana. Artemisa perteneció a la provincia de La Habana desde 1970 hasta 2010. Desde 1878 (fecha en que se crearon las provincias en Cuba) hasta 1969 perteneció a la provincia de Pinar del Río. Cuenta con una extensión de 642. km² y una población que supera los 85 000 habitantes (2017).
El municipio incluye la ciudad de Artemisa (ca. 60 000 habitantes) y los poblados de Las Cañas, El Pilar, Lincoln (Andorra), Pijirigua, Mangas, Puerta de la Güira, Neptuno, El Corojal y Cayajabos. Está situado en el centro y sur de la actual provincia de Artemisa a unos 60 km al suroeste de La Habana, limita al norte con los municipios de Mariel y Guanajay; al sur con el golfo de Batabanó en el Mar Caribe; al este con los municipios de Caimito y Alquízar y al oeste, con el municipio de Candelaria. 
Atendiendo a sus cultivos de café en el pasado y al paisaje bucólico local, ha recibido el sobrenombre de "Jardín de Cuba" y es conocida también como la "Villa Roja" por el color de sus suelos.

## Toponimia
Se nombra Artemisa, según la tradición oral del pueblo, por la hierba artemisa (Artemisia vulgaris o Ambrosia artemisiifolia), planta de inconfundible olor y uso medicinal que crecía profusamente en esas tierras.

## Historia
El pueblo fue fundado en el año 1818. Surgió a raíz del incendio acaecido el 25 de abril de 1802, en los Barrios de Jesús María y Guadalupe en la ciudad de La Habana que dejó sin hogar a muchas familias y que presionó al Real Consulado de Agricultura, Industria y Comercio a aprobar la creación de poblaciones en zonas extramuros. En 1818, gracias a la donación de Francisco de Arango y Peñalver se comenzó la edificación de la iglesia que fuera inaugurada el 22 de diciembre de 1825. 
El santo patrón de Artemisa es San Marcos Evangelista.
El municipio se funda el 9 de junio de 1878 por real decreto en el cual se asigna a esta ciudad como cabecera. El 1 de enero de 1879 es celebrada la primera reunión del Ayuntamiento.

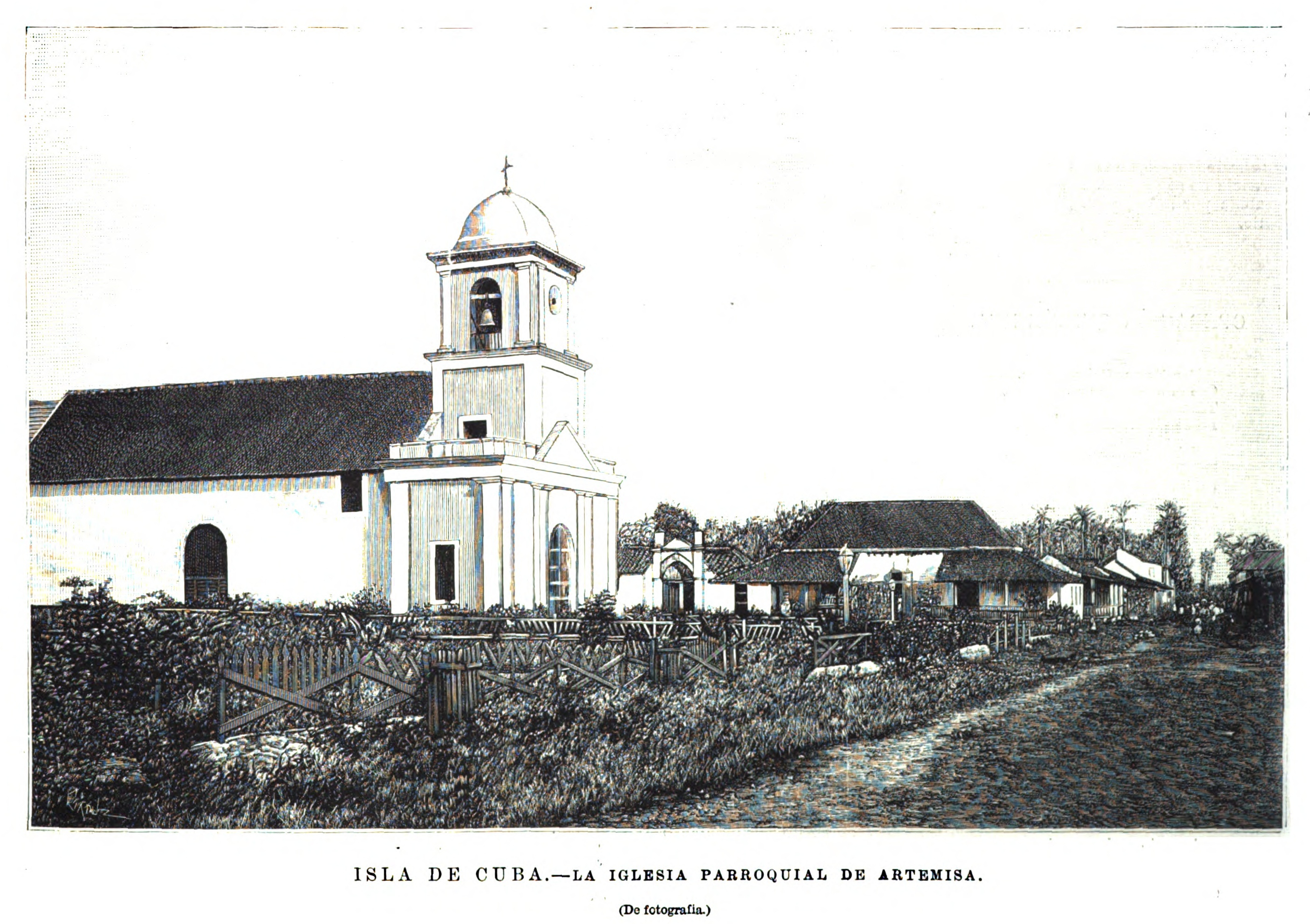
Iglesia parroquial de Artemisa (La Ilustración Española y Americana, 1897)

Aunque Artemisa no participó en la primera Guerra de Liberación contra España en 1868-78 (Guerra de los Diez Años), pues ésta no llegó al Occidente del país, sí lo hizo en la de 1895 en la cual más de 200 hijos de esa región se incorporaron a las fuerzas mambisas, de los cuales se licenciaron 135 supervivientes. Entre ellos se destacan figuras importantes como Manuel Valdés (primer mártir artemiseño, mensajero de las fuerzas mambisas), el coronel Federico Nuñez, el general Alberto Nodarse Bacallao (quien formaba parte del estado mayor del General Antonio Maceo cuando cayó en San Pedro) y el cura párroco de la iglesia de Artemisa, Guillermo González Arocha. 
La escritora y periodista Magdalena Peñarredonda, fue la delegada del Partido Revolucionario Cubano en Pinar del Río, fue correo del general Maceo y alcanzó los grados de capitana en el Ejército Libertador.
La importancia de este pueblo durante la Guerra de Independencia se evidenció con la construcción de la Trocha Mariel-Majana, de la cual fue sede de su comandancia general. También fue escenario de acciones de Antonio Maceo, como la acontecida el 22 de octubre de 1896 cuando el general mambí atacó la misma comandancia de esta línea militar.
El territorio de Artemisa sufrió en ese período la política de "Reconcentración" del capitán general Valeriano Weyler, precedente directo de los campos de concentración nazis, quien en un intento por cortar el apoyo de las tropas libertadoras entre la población rural cubana, obligó a la misma a concentrase forzosamente en lugares urbanos. 
Dicha medida provocó cuantiosas muertes en la población civil por hambre y epidemias que también se propagaron en el propio ejército español. Así, entre 1896 y 1897 se registran en los archivos de la iglesia de Artemisa, más de 7600 muertos solo entre los reconcentrados.

Artemisa tuvo una participación destacada en el movimiento liderado por Fidel Castro que desembocó en el asalto al Cuartel Moncada, el 26 de julio de 1953 en Santiago de Cuba, considerado el inicio de la revolución cubana que triunfara en 1959. 28 artemiseños tomaron parte en dicha acción combativa, 17 de los cuales murieron. Varios artemiseños tomaron parte también en la expedición del yate Granma comandada por Fidel Castro, entre ellos Julio Díaz y el capitán Ciro Redondo, caído posteriormente en la Sierra Maestra y cuyo nombre llevaba la Columna Nº 8, comandada por Che Guevara durante la etapa final de la guerra. 

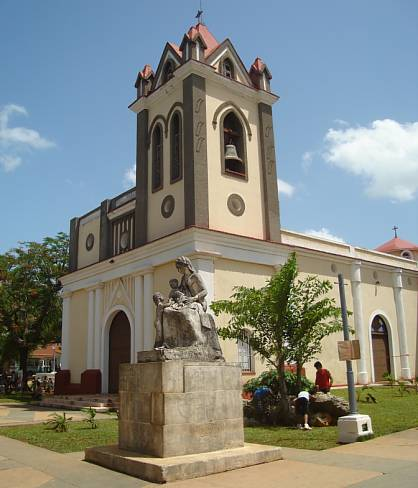
Iglesia católica en el Parque Central de Artemisa

El comandante de la Revolución, Ramiro Valdés Menéndez, vicepresidente del Consejo de Estado de Cuba, quien fuera también combatiente junto al Che, es oriundo de Artemisa. Otros dos artemiseños se destacaron también en la Revolución como miembros de la dirección de otras dos organizaciones: Eduardo García Lavandero del Directorio Revolucionario 13 de Marzo y Carlos Rodríguez Careaga del Partido Socialista Popular. Los restos mortales de los combatientes artemiseños descansan en el monumento erigido a su memoria: el Mausoleo de los Mártires de Artemisa.

## Economía
Durante el siglo XIX el pueblo evolucionó con gran prosperidad económica basado en el auge del café primero y del tabaco y el azúcar después. 
Artemisa llegó a contar con aproximadamente 47 cafetales. El más renombrado fue "Angerona", considerado el segundo cafetal más grande de Cuba. El Pilar y Andorra, ambos, han sido cerrados a inicios del siglo XXI.
La industria azucarera ha dejado de tener protagonismo en el municipio. 
El desarrollo económico se vio favorecido por el mejoramiento de las comunicaciones y el transporte que acercaron las distancias con la capital. La llegada del ferrocarril en 1864 y, posteriormente, la construcción de la Carretera Central de Cuba fueron factores decisivos en el auge del municipio, que se convirtió en destino importante entre Pinar del Río y La Habana. 
También el desarrollo tipográfico que en la villa fue notable pues llegó a contar con varias imprentas en las que se publicaron revistas como Proa, Artemisa, periódicos como El Ideal (primer periódico artemiseño), La Libertad, El Combate, Villa Roja, Reforma entre otros. En cuanto a la Educación se crean escuelas privadas y públicas y algunas especializadas como la Escuela de Comercio, de Oficios. Artemisa contó con Instituto de Segunda Enseñanza.
La economía actual de Artemisa descansa en la agricultura (frutas, cultivos varios, arroz, caña de azúcar), la ganadería vacuna y porcina, la industria del cemento y otros materiales de construcción (fibrocemento, terrazo), elaboración de tabaco, confecciones textiles, plaguicidas y conservas.

## Educación
El municipio es sede de la Universidad de Artemisa, que forma profesionales en ciencias agrícolas, profesores de enseñanza media y superior, ciencias empresariales, entre otras. También se cuenta con la Facultad de Ciencias Médicas de Artemisa, que forma médicos, estomatólogos y otros profesionales de la Salud.  